# Isola di Pachtusov (Novaja Zemlja)
L'isola di Pachtusov (in russo Остров Пахтусова, ostrov Pachtusova) è un'isola russa dell'arcipelago di Novaja Zemlja ed è bagnata dal mare di Kara.
Amministrativamente appartiene al circondario urbano (gorodskoj okrug) della Novaja Zemlja, uno degli 8 dell'oblast' di Arcangelo, nel Circondario federale nordoccidentale.

## Geografia
L'isola è situata all'estremità della penisola Žerdi (полуостров Жерди, poluostrov Žerdi), lungo la costa orientale dell'isola Severnyj, tra il golfo di Haug (залив Ога, zaliv Oga) a nord e il golfo di Cywolka (залив Цивольки, zaliv Civol'ki) a sud. Si trova a poco meno di 2 km dalla terraferma, da cui è separata dallo stretto Rejdovyj (пролив Рейдовый, proliv Rejdovyj); a sud-est, oltre lo stretto Promyslovyj (пролив Промысловый, proliv Promyslovyj), si trovano l'isola di Cywolka e altre piccole isole; più a nord invece si trova il gruppo di isole adiacente a Promyslovyj.
L'isola di Pachtusov è ha una forma irregolare, larga a nord e stretta a sud, con una breve penisola all'estremità nord-ovest. Nei punti più ampi, escludendo la penisola, è lunga circa 4,55 km (da ovest a est) e 3,85 km (da nord a sud). L'altezza massima è di 70 m s.l.m.
 L'estremità nord si chiama capo Mogil'nyj (мыс Могильный), mentre quella est capo Prodol'nyj (мыс Продольный).

Sull'isola si trovano pochi brevi corsi d'acqua; nella parte nord-orientale si trovano diversi laghi di forma circolare, anche se il più lungo ha una forma curva e misura circa 1,75 km. Il resto dell'isola è di carattere collinare con alture comprese tra i 20 e i 40 m. Nel nord-ovest, all'inizio della penisola, si trovano delle rovine che portano lo stesso nome dell'isola.
L'isola di Pachtusov, così come l'omonima isola e l'omonimo gruppo nell'arcipelago di Nordenskiöld, è stata così chiamata in onore dell'idrografo ed esploratore russo Pëtr Kuz'mič Pachtusov.

## Isole adiacenti
- Isola Ploskij (Остров Плоский; "isola piatta"),[4] piccola isola con una lunga striscia di terra che si allunga verso nord, alta 25 m si trova a est dell'isola di Cywolka e a sud di Pachtusov. 74°21′29.38″N 59°13′23.43″E
- Isola Kurgan (Оstrov Курган, "isola del colle"),[5] piccola isola ovale, situata a nord di Cywolka e a sud-ovest di Pachtusov, è alta 42 m s.l.m. 74°24′26.06″N 59°05′56″E
- Scoglio Kamen'-Južnyj (скала Камень-Южный, "scoglio roccia del sud"),[6] tra il golfo di Cywolka e quello di Og, a sud-est di Pachtusov. 74°23′00.312″N 59°30′16.919″E
- Isola Glumjannoj (Остров Глумянной, "isola beffarda"),[7] piccola isola piatta circa 7 km[2] a nord-est dell'isola di Pachtusov.74°26′36.48″N 59°35′23.44″E